# 温溜穴
温溜穴（おんるけつ、おんりゅうけつ）は、手の陽明大腸経に所属する7番目の経穴である。同経の郄穴である。

## 部位
前腕後橈側にあり、陽谿穴から曲池穴に向かい上5寸、長・短橈側手根伸筋の間に取穴する

## 名前の由来
温は温かさを、溜は流れを意味することから名づけられた。温経散寒の作用がある。

## 効能
頭痛、面腫、鼻血、口舌腫痛、咽喉腫痛、肩背痠痛、腸鳴腹痛、てんかん、精神病、吐舌などにも使われる。